# Länsväg 170
Länsväg 170 går en sträcka på fyra kilometer inom norra Stenungsund, mellan E6 och Uddevallavägen. Primära länsvägar som denna skyltas normalt med nummer, men här finns endast ett litet fåtal sådana skyltar och numret visas inte på orienteringstavlorna.

## Historia
Länsvägen infördes i början av 1980-talet i samband med att en ny motortrafikled byggts som förbifart runt Stenungsund, mellan Stora Höga och norra delen av Stenungsund i en åtta kilometer lång östlig båge. I norra Stenungsund finns stora kemianläggningar, och man ville undvika arbetspendlare och lastbilar därifrån genom centrala Stenungsund.
År 1991 invigdes den nya motorvägen på E6 mellan Stora Höga och Ljungskile, varvid denna motortrafikledssträcka byggdes ut till motorväg och blev E6. Väg 170 förkortades då och slutade i stort sett skyltas, men finns ändå kvar.

## Trafikplatser och korsningar
|  | Nr | Namn              | Skyltning          |
|  | -- | ----------------- | ------------------ |
|  | 91 | Stenungsundsmotet | Oslo Göteborg      |
|  |    |                   | Ucklum, Stora Höga |
|  |    |                   | Centrum, Svanesund |